# Lejre Station
Lejre Station er en dansk jernbanestation i Lejre ca. 9 km vest-sydvest for Roskilde på Nordvestbanen på strækningen mellem Roskilde og Holbæk.
Jernbanen Roskilde-Lejre-Holbæk er en moderne tosporet strækning, med såkaldt vekselspor. Strækningen er anlagt med enkeltspor, og etapevis udvidet til to spor.
På den nordlige perron (spor 1) ligger stationsbygningen, der i dag er indrettet til bibliotek, mens der i en mindre bygning på perronens vestende er en café. Yderligere vest herfor er en nyere parkeringsplads, der blev anlagt for at supplere den mindre på nordsiden af Stationsvej. Foran stationsbygningen er fortovet udvidet, så der er plads til at hente og bringe passagerer med bil og bus.
Langs banen går der på sydsiden en mindre sti mellem Lejrevej og Rolighedsvej, der har forbindelse over spor 2 til den sydlige perron. Der er ligeledes forbindelse over spor 1 til den anden perron, så man via stationen kan gå fra området på nordsiden til byen på sydsiden.

## Historie
I forbindelse med anlægsarbejdet omkring Lejre Station, har det været nødvendigt at anlægge flere dæmninger og foretage større udgravninger, da banen skærer igennem det bakkede område i Lejre Ådal, Bjergsted Skov og mosen ved Oren Skov.
På det sted, hvor stationen blev opført var der en stor gravhøj fra bronzealderen, det såkaldte Taarningebjerg. Selve højen blev sløjfet i forbindelse med arbejdet, men selve navnet Tårnbjerg er i dag blevet bevaret i form af lokale lokaliteter.
Fra både Hestebjerg og Taarnbjerg blev der foretaget store udgravninger til banelegemet. Og som følge af terrænforholdene blev der både øst (mod Højby) og vest (mod Allerslev) for stationen bygget viadukter for underføring af de omkringliggende vejene.
Selve Lejre Station var ved åbningen i 1874 blevet anlagt med både en stationsbygning, et varelager, en kvægfold, ramper, mælkeperron og tjenesteboliger – altsammen for at kunne varetage de mange ekspeditioner for oplandet, som stationen skulle stå for. Udover selve jernbanedriften, blev der foretaget gods-, telegraf- og postekspeditioner.
Stationen fik et meget stort opland, der gik et stykke op i Horns Herred, hvorfra landmænd ankom med deres kreaturer til ugentlige samlingsdage, og der blev fra stationen udleveret store mængder foderstoffer til disse landmænd. Den lokale kro blev flyttet over til stationen og efterhånden opstod med årene den bebyggelse, der i dag udgør Lejre Stationsby.
I løbet af banens allerførste driftsår, 1875, blev der solgt 12.284 billetter på Lejre Station og ekspederet 1.112 tons gods, levende dyr, hele vognladninger med foderstof m.v.
Både selve stationsbygningen og sporanlæggene på stedet er ombygget flere gange. Således havde sognekommunen (dvs. Allerslev Sogn) sit kommunekontor i stationens vestende i 1944.

## Antal rejsende
Ifølge Østtællingen var udviklingen i antallet af dagligt afrejsende:
| År   | Antal | År   | Antal | År   | Antal | År   | Antal |
| ---- | ----- | ---- | ----- | ---- | ----- | ---- | ----- |
| 1984 | 552   | 1993 | 569   | 2000 | 560   | 2005 | 601   |
| 1987 | 523   | 1995 | 574   | 2001 | 568   | 2006 | 555   |
| 1990 | 569   | 1996 | 507   | 2002 | 524   | 2007 | 544   |
| 1991 | 574   | 1997 | 529   | 2003 | 569   | 2008 | 579   |
| 1992 | 562   | 1998 | 537   | 2004 | 631   |      |       |